# Lauingen

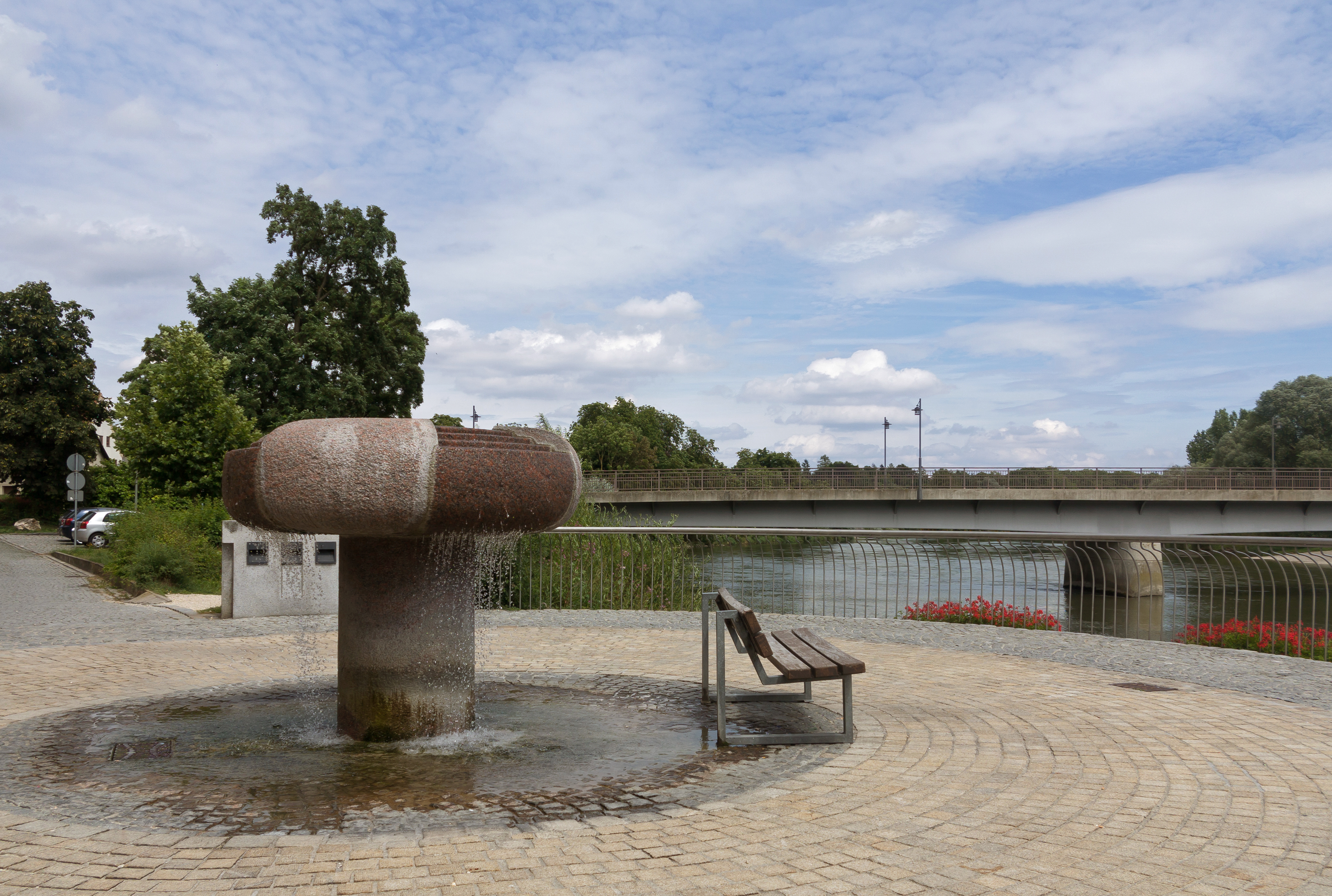
Tác phẩm điêu khắc với cây cầu bắc qua sông Danube

Lauingen (Swabia: Lauinga) là một thị trấn thuộc huyện Dillingen, bang Bayern, Đức. Nơi đây nằm ở tả ngạn sông Danube, cách Dillingen 5 km về phía tây và cách Ulm 37 km về phía đông bắc.